# Кабанкіно
Каба́нкіно (рос. Кабанкино) — село у складі Сарактаського району Оренбурзької області, Росія.

## Населення
Населення — 468 осіб (2010; 548 у 2002).
Національний склад (станом на 2002 рік):
- татари — 55 %
- башкири — 42 %